# Brachypodium phoenicoides
Brachypodium phoenicoides là một loài thực vật có hoa trong họ Hòa thảo. Loài này được (L.) Roem. & Schult. mô tả khoa học đầu tiên năm 1817.

## Hình ảnh

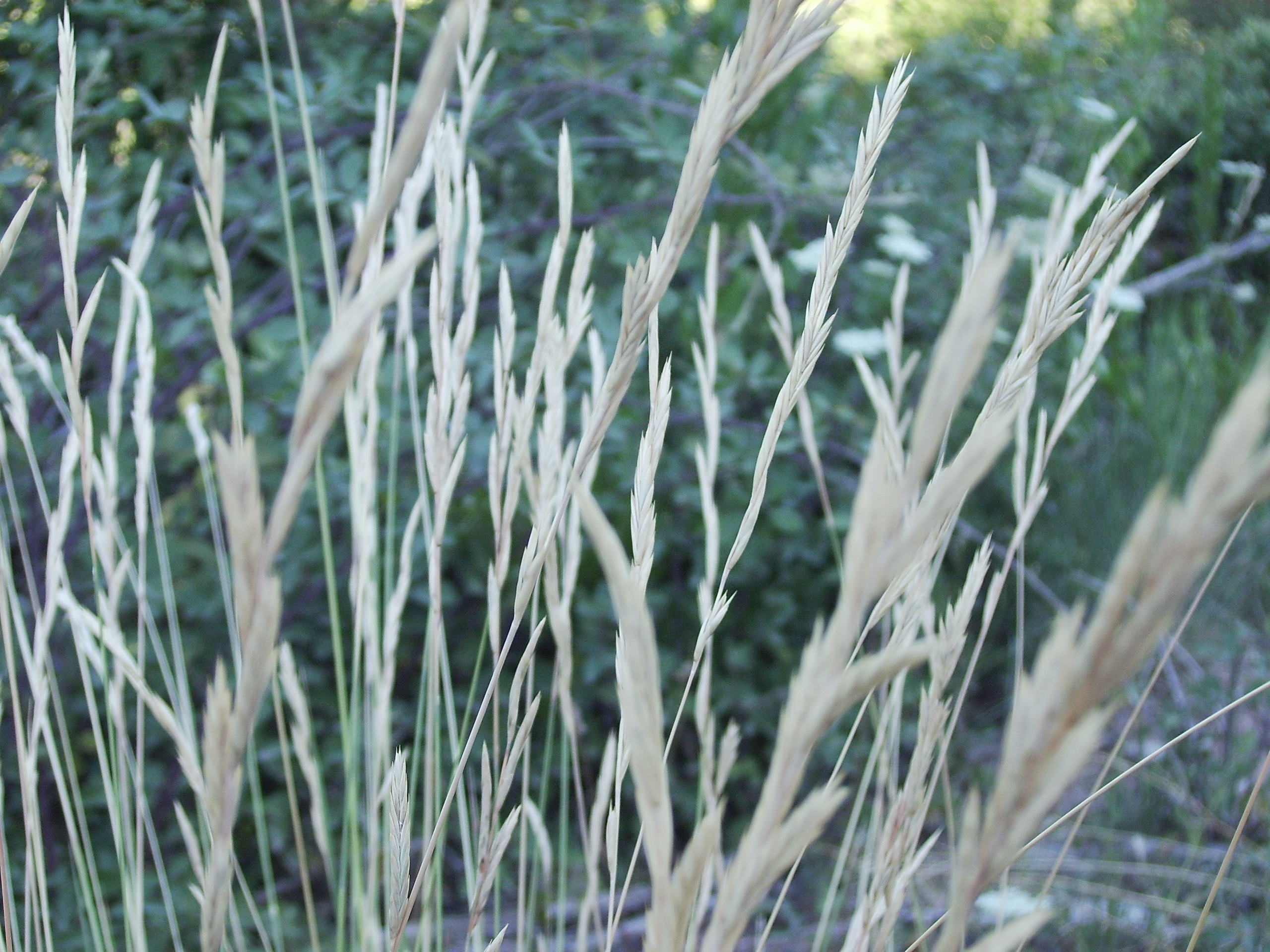
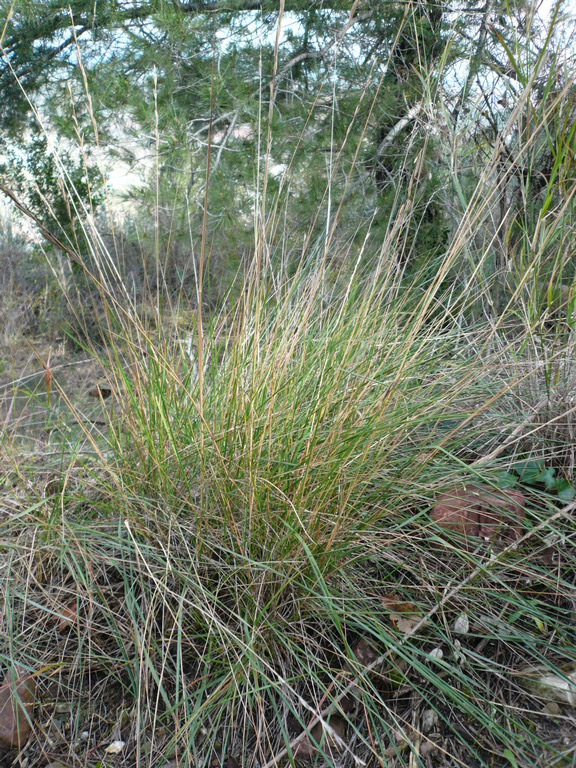
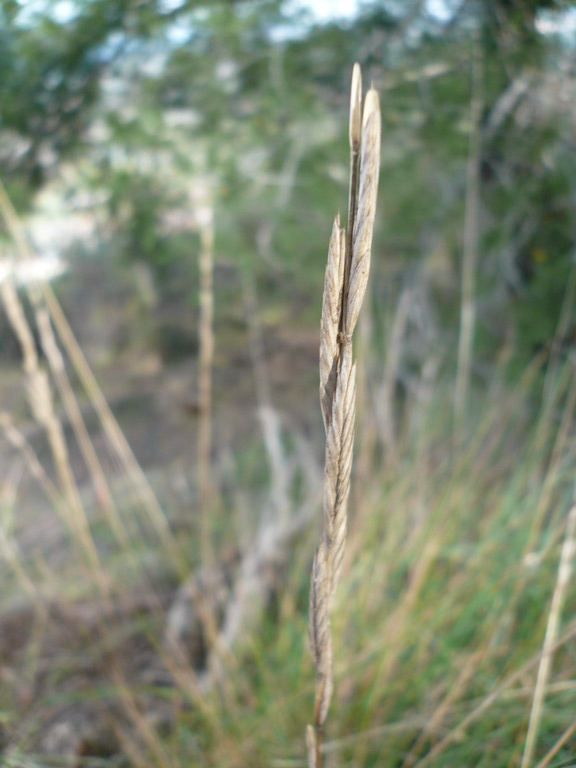